# Lauren Jacksonová
Lauren Elizabeth Jacksonová (* 11. května 1981 Albury, Nový Jižní Wales) je bývalá australská basketbalistka, naposledy působící v klubu Canberra Capitals.

## Začátky
Její rodiče Gary Jackson a Maree Jacksonová byli oba australskými basketbalovými reprezentanty. Lauren měřila už v šestnácti letech 195 cm, připravovala se v Australian Institute of Sport, v roce 1997 byla členkou týmu, který získal stříbrné medaile na mistrovství světa v basketbalu hráček do 19 let. O rok později už reprezentovala na seniorském šampionátu, kde Australanky skončily na třetím místě.

## Klubová kariéra
V roce 1999 začala hrát nejvyšší australskou soutěž Women's National Basketball League za Canberra Capitals, v roce 2001 byla draftována jako jednička do týmu americké profesionální Women's National Basketball Association Seattle Storm. V jeho dresu vyhrála soutěž v letech 2004 a 2010, v letech 2003, 2007 a 2010 byla vyhlášena nejužitečnější hráčkou ligy, sedmkrát byla vybrána do all-stars týmu a celkově dosáhla ve dvanácti ročnících 6007 bodů. Mimo sezónu WNBA hostovala v korejském klubu Yongin Samsung, ruském Spartaku Moskevská oblast (ruský titul 2007 a 2008) a španělském Ros Casares Valencia (vítězství v Eurolize 2012). Roku 2012 odešla z WNBA a vrátila se do týmu Canberry.

## Reprezentační kariéra
Byla členkou týmu, který pro Austrálii vyhrál mistrovství světa v basketbalu žen 2006, kde byla také nejlepší střelkyní se 170 body a zaznamenala nejvíce doskoků (72). Získala stříbrné medaile na třech olympiádách po sobě (2000, 2004 a 2008), vyhrála také Hry Commonwealthu 2006. Na mistrovství světa v basketbalu žen 2014 nestartovala pro zranění kolene. Byla vlajkonoškou australské výpravy na LOH 2012, v roce 2015 obdržela Řád Austrálie.